# 三橋健 (神道学者)
三橋 健（みつはし たけし、1939年 - ）は、日本の神道学者。元國學院大學教授。現在は國學院大學研究開発推進機構客員教授。専門は神道史、祝詞の研究。

## 経歴
1939年、石川県金沢市に生まれる。國學院大學文学部文学科卒業、同大学院文学研究科博士課程神道学専攻にて西田長男に師事。ポルトガルのコインブラ大学に留学後、中退。1993年「国内神名帳の研究」で博士（神道学）（國學院大學、乙109号）。

### 職歴
同大文学部非常勤講師となり、同助教授に昇任。神道文化学部に転じて教授に。2010年3月に定年退任後、翌4月から同大学院客員教授。2021年４月から同研究開発推進機構客員教授。
退任後は「日本の神道文化研究会」を主宰。　

## 著書

### 博士論文
- 『国内神名帳の研究』（論考編、資料編）おうふう、1999

### 単著
- 『願ったり、叶ったり 縁起歳時記』講談社、1986
- 『厄祓い入門 願いごとがかなう本』光文社カッパホームズ、1986
- 『右手をあげる招き猫 幸運をよぶ動物オモシロ由来学 Good lack』PHP研究所、1995
- 『日本人と福の神 七福神と幸福論』丸善、2002
- 『神道の常識がわかる小事典』PHP新書、2007
- 『図説　子どもに伝えたい日本人のしきたり』家の光協会、2007
- 『神社の由来がわかる小事典』PHP新書、2007
- 『この一冊で神社と神様がスッキリわかる!』2009　青春文庫
- 『図説あらすじでわかる!日本の神々と神社』2010　青春新書インテリジェンス

→『図説 神道の聖地を訪ねる! 日本の神々と神社』青春文庫、2022年
- 『イラスト図解神社 日本古来の信仰、建築様式、参拝の作法がよくわかる』日東書院　2011
- 『神道の本 知れば知るほど面白い! 決定版』西東社　2011
- 『知れば知るほど面白い古事記』実業之日本社・じっぴコンパクト新書 2012
- 『伊勢神宮　日本人は何を祈ってきたのか』朝日新書、2013

## 編書
- 『籠神社の綜合的研究』（海部穀成監修、清文堂出版、2022年）

### 共編著
- 『神々の原影』西田長男共著　平河出版社、1983年
- 『神道』大法輪閣、1995年
- 『神典日本書紀』いけがや書房、1996年
- 『わが家の守り神』河出書房新社　1997
- 『日本神さま事典』白山芳太郎共編著　大法輪閣　2005
- 『神社のしくみと慣習・作法 ビジネスマンの常識』編著　日本実業出版社　2007
- 『神社と神道がわかるQ&A』大法輪閣　2008
- 『日本の神々神徳・由来事典 神話と信仰にみる神祇・垂迹の姿』編著　学習研究社　2008　わたしの家の宗教事典選書

### 監修
- 『日本の神社大全』デアゴスティーニ・ジャパン 2016

### 翻訳・翻字
- フォワン・デ・ルエダ『ロザリオ記録　本文・解題篇』（編訳、桜楓社、1978年）
- ユアン・デ・ルエダ『ロザリヨ記録』（宮本義男と翻字・註、平河出版社、1986年)

### 論文
- CiNii>三橋健

### 科研費
- KAKEN>三橋健

## 出演

### TV
- 「神々の原影」（西田長男との対談、NHK教育）―『神々の原影』として出版